# Day Shift
Day Shift és una pel·lícula de comèdia d'acció de vampirs estatunidenca del 2022 dirigida per J. J. Perry, en el seu debut com a director, amb un guió de Tyler Tice i Shay Hatten, basat en una història del mateix Tice. La pel·lícula és protagonitzada per Jamie Foxx, Dave Franco, Snoop Dogg, Natasha Liu Bordizzo, Meagan Good, Karla Souza, Steve Howey i Scott Adkins. Es va publicar el 12 d'agost de 2022 a Netflix. S'ha subtitulat al català.

## Repartiment
- Jamie Foxx com a Bud Jablonski
- Dave Franco com a Seth
- Snoop Dogg com a Big John Elliott
- Natasha Liu Bordizzo com a Heather
- Meagan Good com a Jocelyn Jablonski
- Karla Souza com a Audrey San Fernando
- Steve Howey com a Mike Nazarian
- Scott Adkins com a Diran Nazarian
- Oliver Masucci com a Klaus
- Eric Lange com Ralph Seeger
- Peter Stormare com a Troia
- Zion Broadnax com a Paige